# Stads-wiki
En stads-wiki (engelska: city-wiki; tyska: Stadtwiki) är en wiki som används i en specifik stad, stad med omnejd eller ibland en hel region. En stads-wiki kan innehålla information om allt som rör staden, såsom människor, idéer, organisationer, affärer, restauranger, nattklubbar, hotell o.s.v. En del av detta innehåll är inte lämpligt på wikipedia, men kan vara lämpligt på en wiki som specifikt riktar sig till ett lokalsamhälle. 

## Några stora stads-wikier

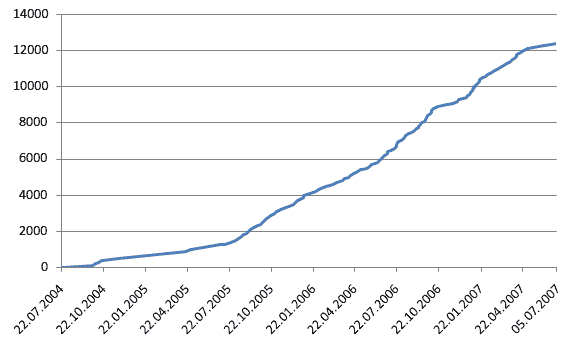
Antalet artiklar på [http://ka.stadtwiki.net Karlsruhe stads-wiki

Tabellen nedan är baserad på en mer detaljerad sammanställning på Omaha Wiki. Den visar de 30 största stads-wikina räknat efter antalet artiklar per den 31 augusti 2010. 26 av dessa använder Mediawiki software, tre använder Sycamore software (Davis, Rochester, Santa Cruz) och en använder OpenGuides software (London). De statistiska metoderna för olika wikier skiljer sig dock åt. 
| Grundad    | Stads-wiki                   | Antal artiklar | Antal bilder | Antal editeringar | Antal användare |
| ---------- | ---------------------------- | -------------- | ------------ | ----------------- | --------------- |
| 2004-07-22 | Stadtwiki Karlsruhe, Germany | 21,298         | 16,331       | 363,222           | 4,030           |
| 2004-06-24 | Davis, California            | 14,813         | 20,957       | 300,448           | 13,354          |
| 2006-03-22 | Córdoba, Spain               | 14,054         | 11,226       | 125,200           | 4,555           |
| 2005-04-18 | Hamburg, Germany             | 12,594         | 446          | 82,056            | 3,357           |
| 2007-02-27 | Salzburg, Austria            | 13,393         | 12,336       | 193,636           | 1,729           |
| 2006-08-28 | Kassel, Germany              | 11,409         | 7,464        | 165,359           | 948             |
| 2006-03-15 | Birmingham, USA              | 8,344          | 3,351        | 78,678            | 334             |
| 2007-02-06 | Omaha, USA                   | 7,086          | 1,408        | 39,767            | 622             |
| 2005-12-15 | Rhine-Neckar, Germany        | 6,631          | 1,607        | 53,102            | 439             |
| 2005-09-09 | Ann Arbor, USA               | 6,132          | 780          | 40,409            | 934             |
| 2005-01-18 | Rochester, USA               | 6,040          | 3,003        | 75,019            | 3,101           |
| 2006-04-03 | Hamm, Germany                | 4,816          | 3,740        |                   |                 |
| 2007-09-01 | Ahrweiler, Germany           | 4,439          | 1,364        | 22,471            | 163             |
| 2006-12-05 | Mankato, USA                 | 3,984          | 572          | 15,254            | 99              |
| 2006-04-29 | Pforzheim-Enz, Germany       | 3,959          | 2,042        | 48,898            | 296             |
| 2005-07-15 | Kyiv, Ukraine                | 3,742          | 1,892        | 18,990            | 398             |
| 2008-02-20 | Niederbayern, Germany        | 3,663          | 4,962        | 41,615            | 540             |
| 2005-03-23 | Munich, Germany              | 3,412          | 1,027        | 41,342            | 589             |
| 2007-03-30 | Göttingen, Germany           | 3,371          | 2,146        | 21,312            | 596             |
| 2006-10-02 | Bielefeld, Germany           | 3,357          | 126          | 10,347            | 109             |
| 2006-02-27 | Santa Cruz, USA              | 3,135          | 1,603        | 16,497            | 98              |
| 2007-10-02 | Nuremberg, Germany           | 2,965          | 702          | 42,064            | 344             |
| 2006-12-09 | London, UK                   | 2,920          | 21,903       | 2,649             | 159             |
| 2005-07-18 | Bloomington, USA             | 2,717          | 1,159        | 22,762            | 2,480           |
| 2006-07-19 | Chico, California            | 2,495          | 2,071        | 18,245            | 90              |
| 2008-06-22 | London, England              | 2,459          | 15,411       | 108,973           | 371             |
| 2006-06-12 | Warsaw, Poland               | 2,321          | 2,899        | 36,113            |                 |